# Главное управление профессионального образования
Главное управление профессионального образования (Главпрофобр) — центральный орган управления профессиональным образованием в РСФСР в 1920—1930 годах.
Учреждено в составе Наркомпроса РСФСР 29 января 1920 года.

## Названия
- Главный комитет профессионально-технического образования (1920—1921)
- Главное управление профессионально-политехнических школ и вузов (1921-1922)
- Главное управление профессионально-технического образования (1923-1925))

## Задачи
- Руководило подготовкой кадров для всех отраслей народного хозяйства и культуры.
- В его ведении находились ФЗУ, профессиональные курсы, техникумы, рабфаки, вузы, повышение квалификации рабочих.
- В соответствии с реформой высшей школы была создана система низшего и среднего профессионального образования, действовавшая до 1940 года.

## Руководство

### Начальник
- О. Ю. Шмидт (1920—1921)
- И. И. Ходоровский (1925—1928)
- А. Я. Вышинский (1928—1930)

### Заместитель
- В. П. Волгин (1921—1922)

## ВУЗы
В ведении Главпрофобра находились:
- Московский зоотехнический институт